# Sporthal Arena

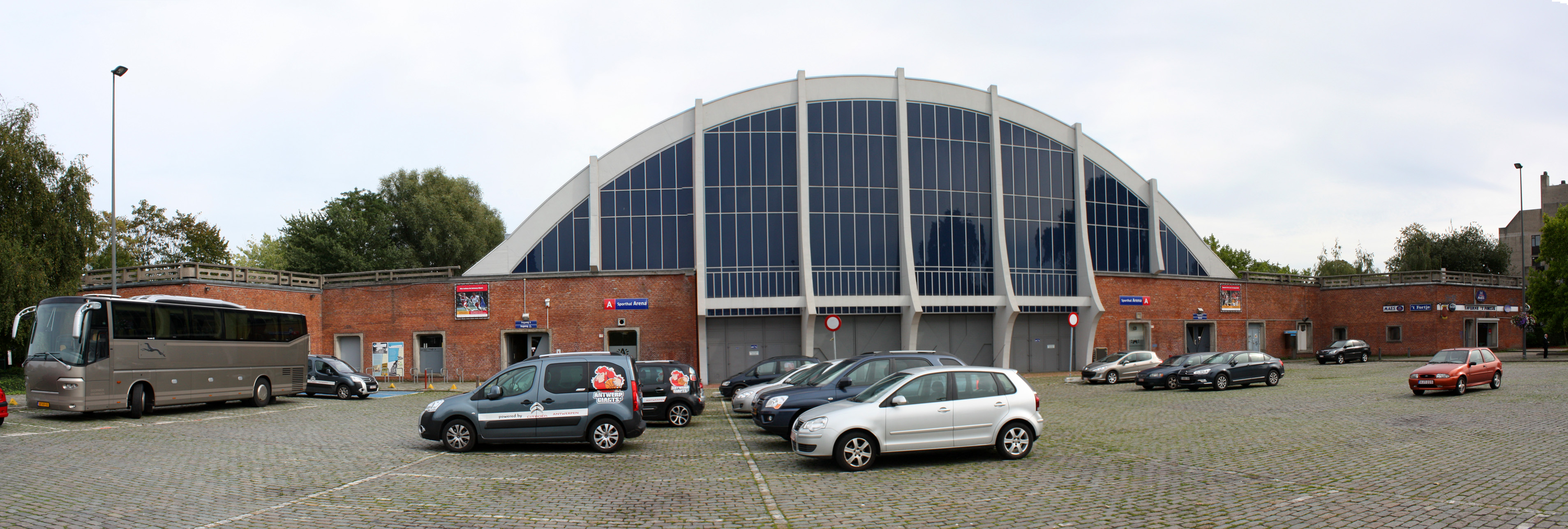
Sporthal Arena in 2011

Sporthal Arena is een arena in Deurne, Antwerpen, België. De hal is gebouwd in 1966 naar een ontwerp van Renaat Braem, Kunstwerkstede De Coene en Octave De Koninckx, en heeft 1196 zitplaatsen. Het gebouw bevindt zich in de Arenawijk.
Van april 2008 tot en met februari 2009 is het gebouw gerenoveerd voor 800.000 euro, toen onder andere de gehele vloer is vervangen.
De sporthal was de thuisbasis van basketbalclub Antwerp Giants totdat zij naar de Lotto Arena verhuisden, hoewel de hal nog wel wordt gebruikt voor trainingen en door de jeugdteams.
In 1971 vond in de arena de finale van de FIBA European Champions Cup plaats, waar CSKA Moskou won van Ignis Varese met 67-53. Ook de finale van 1975 werd hier gespeeld, toen won Ignis Varese van Real Madrid met 79-66.